# Museo de los ordenadores Nexon
Nexon, conocido como el museo de ordenadores, se encuentra ubicado en la isla de Jeju, Corea del Sur. Fundado el 27 de julio de 2013, es uno de los primeros museos dedicados a la historia de los ordenadores y los videojuegos. El museo se creó con el fin de que los visitantes puedan ver el avance tecnológico que la informática ha experimentado desde los años 70 hasta la actualidad, a través de una recopilación de equipos y de juegos interactivos.
El museo cuenta con unos 6.900 artículos en exposición, entre los que destacan una gran variedad de equipos y componentes, consolas de videojuegos y un espacio con artículos interactivos. El material expuesto forma parte de donaciones llevas a cabo por instituciones como el museo Compurterspiel de Berlín o el Centro Internacional de la Historia de los Videojuegos Electrónico (ICHEG) o donaciones directas de compañías tecnológicas como Softmax, Gamevil, Oculus VR, Thalmic Labs, Take-Two Interactive, Sony Computer Entertainment, Microsoft, entre muchas otras compañías colaboradoras.

## Exhibición
Actualmente el museo goza de una amplia colección de ordenadores entre ellos un Altair 8800 original, Commodore PET, un ordenador personal IBM, y ordenadores clásicos en corea como Zemix V, SPC-1500A, IQ-1000, FC-100D, entre otros muchos modelos; todos estos modelos fueron distribuidos y/o desarrollados por Samsung, Daewoo y Goldstar (ahora LG).
Una de sus mayores piezas dentro de su colección es un Apple I original en pleno funcionamiento, de los cuales solo quedaban en la actualidad seis en funcionamiento, incluyendo el equipo del museo. Fue adquirido el 15 de junio de 2012 por el valor de 374 500 dólares mediante una subasta en Sotheby's. Durante el recorrido, los visitantes pueden ver una recopilación de un vídeo pregrabado en 2013, en el que se ve el equipo en pleno funcionamiento como parte de la exposición PR Road Show.
El museo también cuenta con una parte especializada en videojuegos en el que los visitantes pueden jugar títulos como space invaders, Galaga, Prince of Persia (videojuego de 1989) entre otros títulos de arcade; mientras que también cuenta con un amplio archivo de juegos MMO, ya que es uno de los géneros de juegos más fuerte en todo corea del sur. Por ello, el museo también tiene como objetivo investigar y archivar este tipo de juegos, restaurando y conservando algunos videojuegos antiguos como el MMORPG Kingdom of Winds del año 1996, el cual aún se puede jugar en línea descargándolo de la página del museo. Pero no solo videojuegos, cuentan con un proyecto llamado "NCM Kids Panel" proporcionando programas de educación a las regiones de la Isla de Jeju.
El museo dispone de cuatro espacios: 
- Primera planta, Welcome Stage. Planta que recibe el nombre de "Ordenador como teatro" se centra en la historia de los ordenadores personales.[9]
- Segunda planta, Open Stage. Planta que recibe el nombre de "Entre la realidad y la fantasía" se centra en la historia de los videojuegos y las tecnologías de las nuevas generaciones.[13]
- Tercera planta, Hidden Stage. Planta que recibe el nombre de "La evolución real" se centra en programas de educación e inventor de código abierto.[14]
- Planta baja, Special Stage. Planta que recibe el nombre de "Crazy Arcade" se centra en la historia de los videojuegos de arcade.[15]

## Actualidad
En 2016, Nexon celebró su primer festival de contenido de realidad virtual entre los meses de abril y noviembre, bajo el nombre de "Nexon Computer Museum VR open call 2016". Con el fin de despertar interés en los ciudadanos por la realidad virtual y, así, apoyar a los nuevos creadores de contenido. En total se presentaron en esta primera edición 58 obras diferentes de diversos géneros como simulación de viajes, terror, fantasía y educación, de los cuales fueron seleccionados seis ganadores recibiendo cada uno como premio unos 5 000 KRW además se tener la oportunidad de formar parte de su programa Develop Week y Artist Talk. Posteriormente ofreciéndoles formar parte de un nuevo proyecto llamado VR Project para apoyar el desarrollo de programas de realidad virtual a través de una financiación de entre medio millón y un millón de wones mensuales, junto a exposiciones internacionales de sus trabajos, durante el periodo de un año.